# آب خارک
آب خارک (اصفهان)، روستایی خوش آب و هوا از توابع شهرستان کوهپایه استان اصفهان در فاصلهٔ ۸۴ کیلومتری و فاصله زمانی یک‌ساعته از استان اصفهان ایران است.

## جمعیت
این روستا در دهستان جبل قرار دارد و بر اساس سرشماری مرکز آمار ایران در سال ۱۳۸۵، جمعیت آن ۶۰ نفر (۹ خانوار) بوده است.